# دو شمشیر (بازی تاج‌وتخت)
«دو شمشیر» (به انگلیسی: Two Swords) اولین اپیزود از فصل چهارم سریال درام-فانتزی آمریکایی، بازی تاج‌وتخت، و به طور کلی سی و یکمین اپیزود پخش شده از این مجموعه است. این اپیزود در تاریخ ششم آوریل سال ۲۰۱۴ در ایالات متحده و کانادا از شبکه کابلی اچ‌بی‌او به نمایش درآمد. این اپیزود از مجله اس‌اف‌ایکس نمره ۴ ستاره گرفت.

## بازتاب‌ها
| ناشر        | امتیاز |
| ----------- | ------ |
| ای. وی کلوب | A-, B+ |
| آی‌جی‌ان      | ۸٫۵/۱۰ |
| اس‌اف‌ایکس    | [ ۲ ]  |

دو شمشیر در زمان پخشش بیشترین بیننده را در میان فصول مختلف این سریال داشته است. پخش اولیه این قسمت ۶٫۶ میلیون نفر تماشاگر داشت و در دو بازپخش بعدی این عدد از مرز ۸٫۲ میلیون نفر هم عبور کرد.